# Liolaemus camarones
Pour les articles homonymes, voir Camarones.
Espèce
Statut de conservation UICN

 LC  : Préoccupation mineure
Liolaemus camarones est une espèce de sauriens de la famille des Liolaemidae.

## Répartition
Cette espèce est endémique de la province de Chubut en Argentine. On la trouve du niveau de la mer jusqu'à 100 m d'altitude. Elle vit sur les dunes de sable où la végétation est majoritairement composée de buissons de Chuquiraga ainsi que d'Atriplex lampa et de Suaeda divaricata.

## Étymologie
Cette espèce est nommée en référence au lieu de sa découverte, Camarones.

## Publication originale
- Abdala, Díaz-Gómez & Juarez-Heredia, 2012 : From the far reaches of Patagonia: new phylogenetic analyses and description of two new species of the Liolaemus fitzingerii clade (Iguania: Liolaemidae). Zootaxa, no 3301, p. 34–60.